# Universidad de Carolina del Norte en Wilmington
La Universidad de Carolina del Norte en Wilmington (UNCW) es una universidad pública ubicada en Wilmington, Carolina del Norte.
Forma parte de la Universidad de Carolina del Norte, sistema que agrupa todas las universidades públicas del estado de Carolina del Norte.

## Historia
La Universidad abrió sus puertas por primera vez el 4 de septiembre de 1947 como Wilmington College. En ese tiempo, la universidad operaba como universidad secundaria, ofreciendo clases de primer año a 250 estudiantes durante su primer año escolar, y estaba bajo control de la junta directiva de New Hanover County. Wilmington College ganó acreditación de La Conferencia de Carolina del Norte en 1948 y se hizo un miembro de la Asociación Americana de Universidades Inferiores (American Association of Junior Colleges). Acreditaciones luego en 1952 cuando la institución fue honrada por la Asociación de Colegios y Universidades del Sur (Southern Association of Colleges and Schools).
En 1958 Wilmington College fue puesta bajo el acto de Universidad Comunitaria de Carolina del Norte pasando control desde la Junta Directiva de Educación del Condado de New Hanover a un conjunto de administración. La universidad en ese entonces era apoyada por el estado bajo la vigilencia de la junta directiva de Carolina de Educación Superior

## Academia

### Perfil Académico
La universidad es organizada en 5 facultades:
- Facultad de Artes y Ciencias
- Facultad de Negocios Cameron
- Facultad de Enfermería
- Facultad de Pedagogía Watson
- Facultad de Estudios Pósgrados

Actualmente, UNCW cuenta con más que 11 000 estudiantes enscritos y casi 500 miembros de facultad de tiempo completo. La universidad ofrece 73 títulos de pregrado, y 28 títulos de pósgrado.
También existe un programa internacional de MBA, o sea, IMBA. Es un programa en donde los estudiantes eligen entre cinco universidades aparte de UNCW que incluyen: Euromed Marseille, University of Westminster (London), Universitat de Valencia, Bremen University of Applied Sciences, Institute of Business Studies (Moscow).
Si uno quiere estudiar en otro país existen muchas oportunidades, una de las cuales es Pontificia Universidad Católica de Valparaíso, Chile.

### Biblioteca Randall
La biblioteca William Madison Randall apoya la misión de UNCW a través de la provisión de recursos informativos, servicios y promgramas relevantes a las necesidades de sus estudiantes, empleados y personal. Para lograr esta misión, la biblioteca cuenta con: (1) colecciones diversas de recursos informativos en varios formatos; (2) Acceso eficiente a recursos informativos; (3) Ayuda con instrucciones en la identificación, la evaluación y la interpretación informacional; (4) Un sitio seguro y cómodo que hace estimular la curiosidad intelectual y reflexión de pensamiento; y (5) Programas que conectan académicos e individuos interesados con información y experiencia que hace inspirar aprendizaje que dura por la vida.

## Deportes

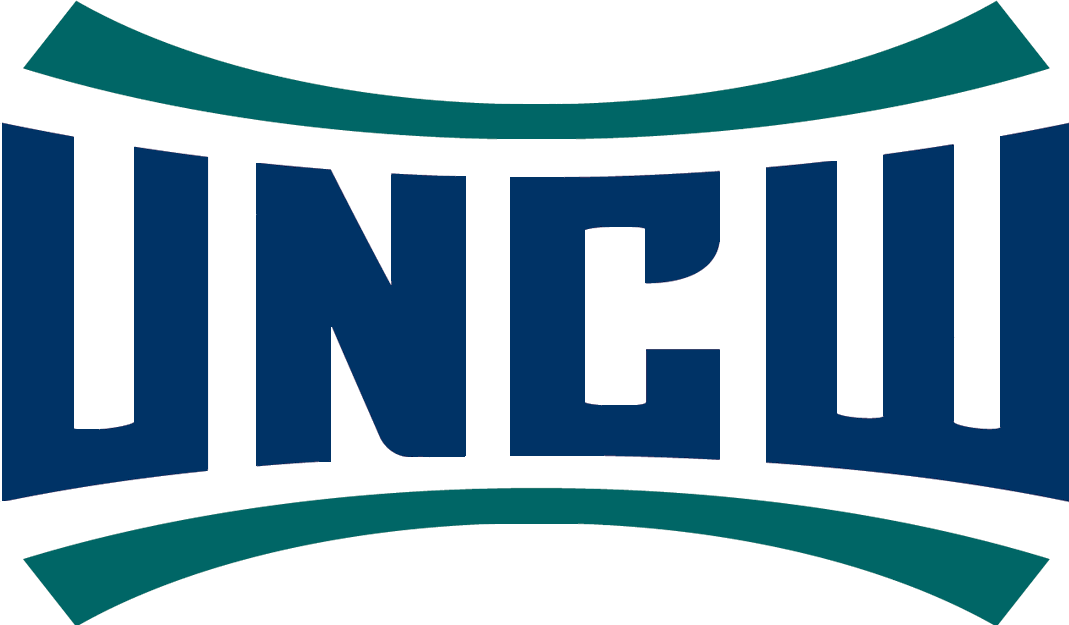
Logo de los Seahawks.

Los equipos atléticos de UNCW son conocidos como los Seahawks. Son miembros de la División I de la NCAA y presentan 18 equipos, 8 equipos atléticos universitarios masculinos (béisbol, baloncesto, campo a través, golf, fútbol, natación, tenis, atletismo) y 10 para mujeres (baloncesto, campo a través, golf, fútbol, softbol, natación, tenis, atletismo, voleibol, voleibol de playa). UNCW es miembro de la Colonial Athletic Association.

## Servicios de comida
UNCW cuenta con varias opciones por comida en campus. El sitio principal sería la cafetería Wagoner Hall, y es cierto que no es comida fina. El Hawk's Nest, anteriormente ubicado en el University Union, y ha sido combinado con el Seahawk Grille en Warwick Center debido a la renovación que aún sigue en el University Union. El Seahawk Grille ofrece Chik-Fil-A, una tienda de sándwiches, una parrilla, y también hay smoothies.
Como un campus típico de la universidad, los servicios de comida son controlados por Aramark, cuyo contrato exige un plan de comida incluido por todos que viven en campus a cierto grado (hay varios planes, y todos salen caros). La calidad de la comida en campus siempre ha sido bajo criticismo, especialmente Wagoner Hall, por la falta de variedad y calidad de su comida. Hubo una renovación de Wagoner en 2002, que mejoró drásticamente la apariencia astética, mas no ayudó en absoluto la calidad de la comida.
El sitio que desde hace poco fue agregado a la lista de opciones se llama Einstein's Bagel Company, lo cual es ubicado en el nuevo Fisher Student Center. La recepción estudiantíl de este sitio ha sido positivo debido al servicio relativamente rápido y calidad alta en cuanto la comida. Les recomiendo que prueben un bagel de trigo con miel, con queso philadelphia con hierbas que es para morir.